# 1956 w filmie
Wydarzenia filmowe w 1956 roku.

## Premiery

### Filmy polskie
- 25 stycznia - Podhale w ogniu – reż. Jan Batory, Henryk Hechtkopf
- 7 kwietnia - Sprawa pilota Maresza – reż. Leonard Buczkowski
- 1 maja - Cień - reż. Jerzy Kawalerowicz
- 20 lipca - Warszawska syrena – reż. Tadeusz Makarczyński
- 1 września - Tajemnica dzikiego szybu - reż. Wadim Berestowski
- 29 października - Nikodem Dyzma - reż. Jan Rybkowski

### Filmy zagraniczne
- Blondynka i ja - reż. Frank Tashlin
- Człowiek, który wiedział za dużo (film 1956) - reż. Alfred Hitchcock
- Dziesięcioro przykazań - reż. Cecil B. DeMille
- I Bóg stworzył kobietę - reż. Roger Vadim
- Inwazja porywaczy ciał - reż. Don Siegel
- Julie - reż. Andrew L. Stone
- Kochaj mnie czule (Love Me Tender) - reż. Robert D. Webb
- Król i ja - reż. Walter Lang
- Olbrzym - reż. George Stevens
- Pisane na wietrze - reż. Douglas Sirk
- Poszukiwacze - reż. John Ford
- Przystanek autobusowy - reż. Joshua Logan
- W 80 dni dookoła świata - reż. Michael Anderson
- Wojna i pokój - reż. King Vidor
- Zakazana planeta (Forbidden Planet) - reż. Fred M. Wilcox (z Lesliem Nielsenem)
- Zarak - reż. Terence Young
- Anything Goes – reż. Robert Lewis, wyk. Bing Crosby, Donald O’Connor, Zizi Jeanmaire, Mitzi Gaynor
- Wyższe sfery – reż. Charles Walters, wyk. Frank Sinatra, Bing Crosby, Grace Kelly, Celeste Holm

## Nagrody filmowe
- Oscary
  - Najlepszy film - W osiemdziesiąt dni dookoła świata
  - Najlepszy aktor - Yul Brynner (Król i ja)
  - Najlepsza aktorka - Ingrid Bergman - (Anastazja)
  - Wszystkie kategorie: Oscary za rok 1956
- Festiwal w Cannes
  - Złota Palma: Jacques-Yves Cousteau i Louis Malle - Świat milczenia
- Międzynarodowy Festiwal Filmowy w Berlinie
  - Złoty Niedźwiedź: Gene Kelly - Zaproszenie do tańca

## Urodzili się
- 1 stycznia – Paweł Łęski, polski aktor
- 2 stycznia – Agata Rzeszewska, polska aktorka
- 3 stycznia – Mel Gibson, amerykańsko-australijski aktor i reżyser
- 7 stycznia – David Caruso, amerykański aktor
- 21 stycznia – Geena Davis, amerykańska aktorka
- 27 stycznia – Mimi Rogers, amerykańska aktorka
- 29 stycznia – Jan Jakub Kolski, polski reżyser
- 19 lutego – Kathleen Beller, amerykańska aktorka
- 18 marca – Edward Żentara, polski aktor (zm. 2011)
- 4 kwietnia – David E. Kelley, amerykański scenarzysta, producent telewizyjny
- 27 kwietnia – Kevin McNally, brytyjski aktor
- 29 kwietnia – Jerzy Mularczyk, polski aktor
- 30 kwietnia – Lars von Trier, duński reżyser
- 17 maja – Jan Monczka, polski aktor
- 27 maja – Giuseppe Tornatore, włoski reżyser i scenarzysta
- 1 czerwca – Lisa Hartman, amerykańska aktorka i piosenkarka
- 5 czerwca – Roger Michell, pochodzący z RPA reżyser (zm. 2021)
- 9 lipca – Tom Hanks, amerykański aktor
- 2 lipca – Maria Pakulnis, polska aktorka
- 12 sierpnia – Artur Barciś, polski aktor
- 21 sierpnia – Kim Cattrall, brytyjska aktorka
- 30 sierpnia – Lech Dyblik, polski aktor
- 26 września – Linda Hamilton, amerykańska aktorka
- 12 października – Renata Pałys, polska aktorka
- 21 października – Carrie Fisher, amerykańska aktorka
- 26 października:
  - Rita Wilson, aktorka (żona Toma Hanksa)
  - Agnieszka Kotulanka, polska aktorka (zm. 2018)
- 20 listopada – Bo Derek, amerykańska aktorka
- 17 grudnia – Andrzej Pieczyński, polski aktor

## Zmarli
- 23 stycznia – Alexander Korda, brytyjski reżyser i producent filmowy (ur. 1893)
- 16 sierpnia – Béla Lugosi, węgierski aktor (ur. 1882)